# Otilija
Otilija je žensko osebno ime.

## Izvor imena
Ime Otilija izhaja iz nemškega imema Ottilie, odnosno Odilie in je nastalo kot manjšalnica iz imena Ota, Oda, ki je ženska oblika imena Odo, Oton, Otto.

## Slovenske različice imena
- ženske oblike imena: Odila, Oda, Odilija, Ondina, Oti, Otica, Odilia, Otilija, Otka
- Moške oblike imena: Otilij, Otilijo, Otilio

## Tujejezikovne različice imena
- pri Angležih: Ottilia
- pri Francozih: Odile
- pri Madžarih in Slovakih: Otilia
- pri Čehih: Otylie,Otilie, skrajšano in manjšalno Ot(k)a, Otylka, Otina, Oluška, Tyl(k)a
- pri Poljakih: Otylia

## Pogostost imena
Po podatkih Statističnega urada Republike Slovenije je bilo na dan 31. decembra 2007 v Sloveniji 477 oseb z imenom Otilija.

## Osebni praznik
Otilija praznuje god 13. decembra na dan, ko je leta 720 umrla Otilija, opatinja samostana Hohenburg v Alzaciji.